# Prosopocera gracilis
Prosopocera gracilis är en skalbaggsart som beskrevs av Stefan von Breuning 1936. Prosopocera gracilis ingår i släktet Prosopocera och familjen långhorningar.
Artens utbredningsområde är Zimbabwe. Inga underarter finns listade i Catalogue of Life.